# Шаховская (посёлок городского типа)
Шаховска́я — посёлок городского типа (с 1958 года) в Московской области России. Административный центр муниципального образования городской округ Шаховская.
Население — 12 729 жителя (2024).
Посёлок расположен на автодороге М9 «Балтия», на западе области, в 136 км от центра города Москвы. Железнодорожная станция Шаховская на линии Москва — Рига. В черте посёлка протекают реки Кизель и Хованка.

## История

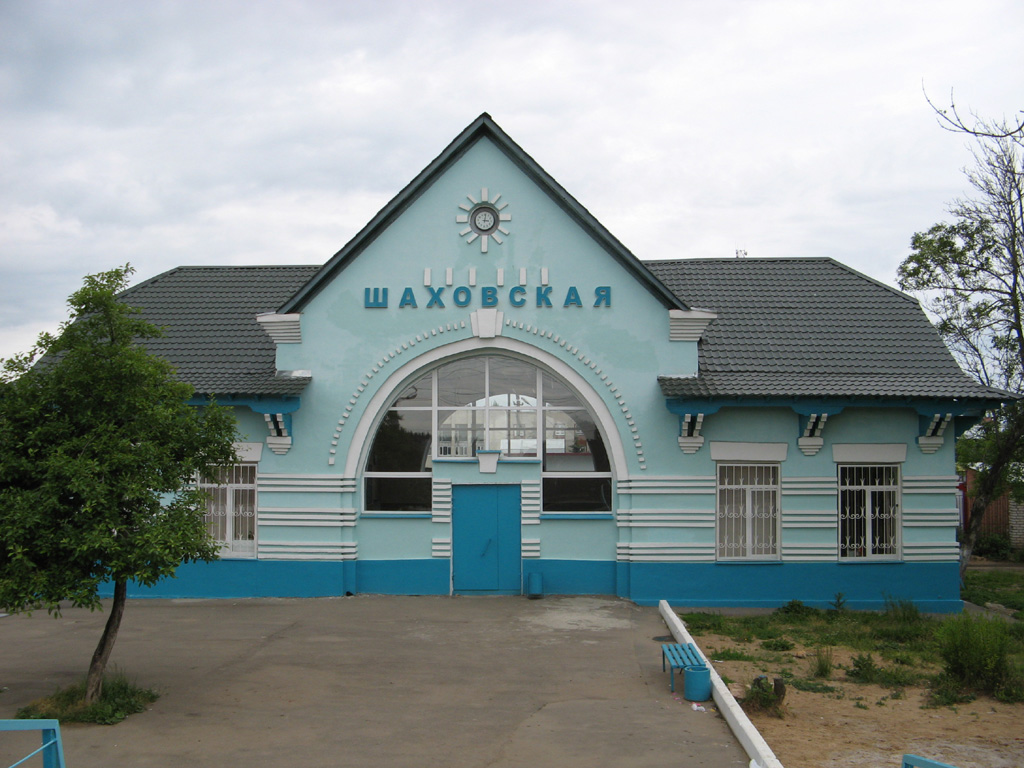
Здание железнодорожного вокзала

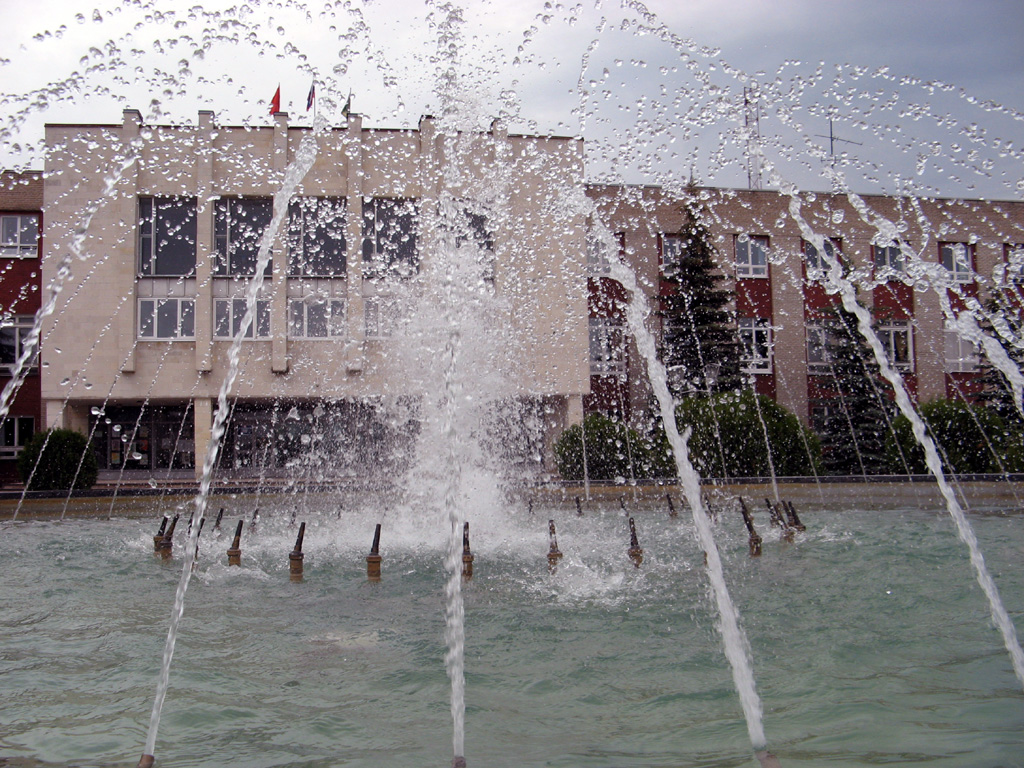
Фонтан на площади у здания администрации посёлка (на заднем плане)

Посёлок основан в 1901 году в связи со строительством Московско-Виндавской железной дороги, назван в честь княгини Е. Ф. Шаховской-Глебовой-Стрешневой.
В 1913 году в посёлке Муриковской волости Волоколамского уезда Московской губернии было 32 двора и множество объектов инфраструктуры: отделение сельскохозяйственного земского склада, почтово-телеграфное отделение, государственная сберегательная касса, земское училище, 2 паровые мельницы, трактир 3-го разряда, пивная и 4 чайных лавки, 12 торговых лавок, аптека, отделение компании «Зингер», 2 кузницы и добровольная пожарная дружина, а также квартиры пристава 1-го стана, полицейского урядника, пеших стражников, участковых земских страхового агента и агронома.
По материалам Всесоюзной переписи населения 1926 года посёлок входил в состав Судисловской волости, проживало 859 человек (453 мужчины, 406 женщин), насчитывалось 136 хозяйств (69 крестьянских), имелись школа 1-й ступени, ветеринарная лечебница, народный суд, школа крестьянской молодежи, почтово-телефонный отдел, милиция и агропункт, больница и льноторг.
4 августа 1929 года в связи с образованием Шаховского района посёлок стал районным центром. В 1930 году была организована первая в районе машинно-тракторная станция. В 1935 году было построено деревянное здание больницы. Во время Великой Отечественной войны, в 1941 году, поселок был оккупирован немцами, удерживавшими его до контрнаступления Красной армии 1942 года.

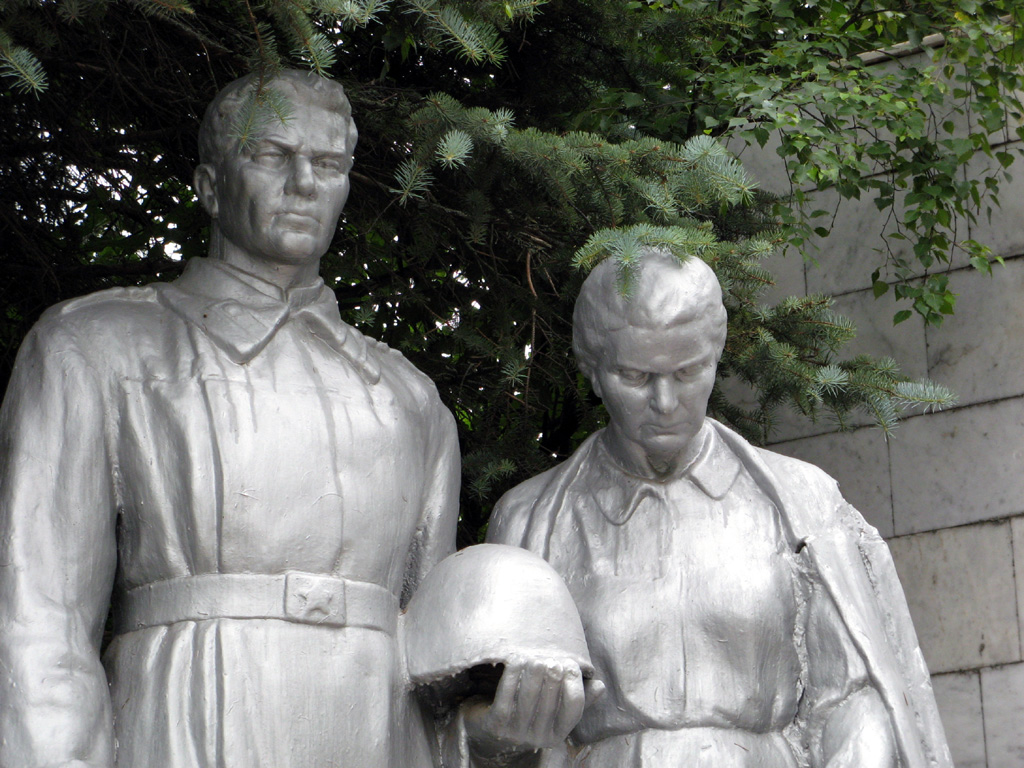
Мемориал погибшим землякам в Великой Отечественной войне

В 1958 году открыта первая средняя школа. С 1960 года начали строить первые многоэтажные дома (самые высокие дома на сегодняшний момент — две девятиэтажки на улице Базаева, построенные в 1990 и 2014 годах). В 1965 году отстроен Дом культуры, где годом спустя была открыта детская музыкальная школа, а в 1980 году здесь открылся Шаховской краеведческий музей. В 1985 году посёлок был газифицирован.
С 28 марта 1991 года до Шаховской стали ходить электропоезда. В 1995 году создана телекомпания «Шаховские вести». В 1998 году запущена первая линия кирпичного завода, начат выпуск минеральной столовой воды. С сентября 2003 по 1 апреля 2006 года в Шаховской действовал крупнейший в Европе электроламповый завод «В. А. В. С.». В 2011 году открылось новое здание краеведческого музея.
2006—2015 гг. — административный центр городского поселения Шаховская Шаховского района.
2015 г. — н. в. — административный центр городского округа Шаховская Московской области.

## География
В посёлке есть лес, плотина, пруды и парк.
В 2002 году группа специалистов Министерства природных ресурсов России, Государственного комитета по охране окружающей среды Московской области и МГУ опубликовала доклад под общей редакцией академика РАН Г. В. Добровольского и член-корреспондента РАН С. А. Шоба, согласно которому утверждается, что в ряде населённых пунктов Московской области наблюдается повышенное загрязнение почв радиоактивным изотопом цезий-137. Среди 17 участков, занимающих не более 10 процентов от площади области, называется и Шаховская, где плотность загрязнения достигает 2,0 Ки/км² (при норме до 1,5).

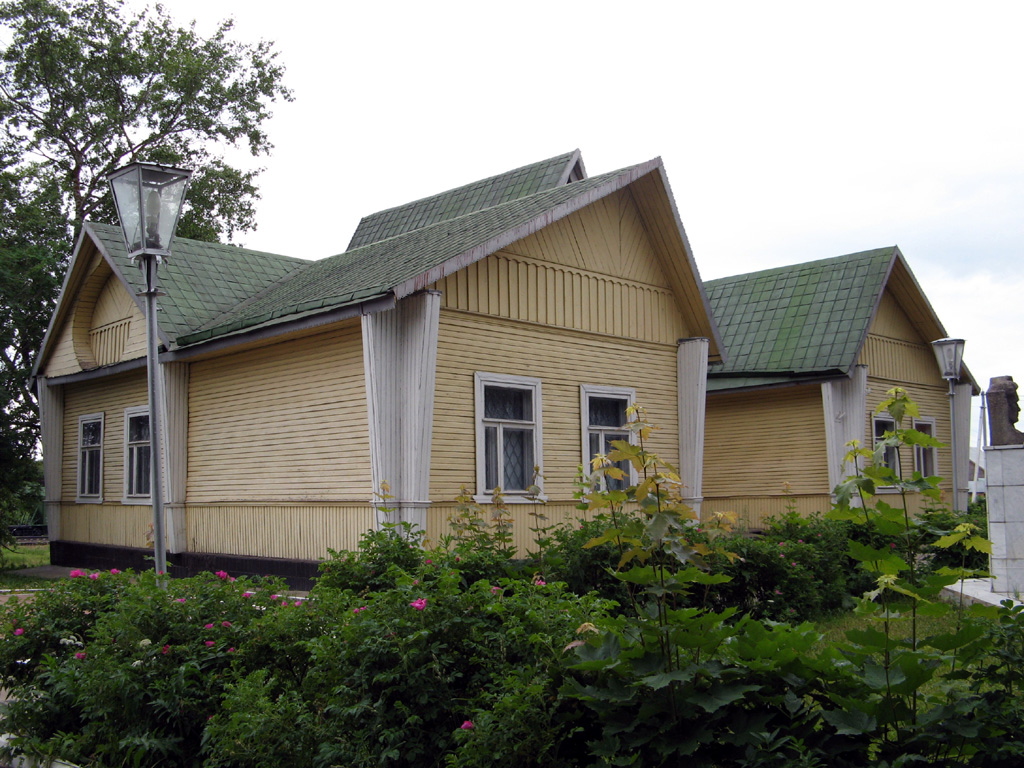
Краеведческий музей

## Население
| 1926    | 1939    | 1959    | 1970    | 1979    | 1989    | 2002    |
| ------- | ------- | ------- | ------- | ------- | ------- | ------- |
| 859     | ↗3274   | ↗3698   | ↗5841   | ↗9375   | ↗10 393 | ↗10 439 |
| 2006    | 2009    | 2010    | 2012    | 2013    | 2014    | 2015    |
| ↘10 400 | ↘10 371 | ↗10 728 | ↗10 730 | ↘10 655 | ↗10 676 | ↗10 704 |
| 2016    | 2017    | 2018    | 2019    | 2020    | 2021    | 2023    |
| ↘10 638 | ↗10 717 | ↘10 611 | ↘10 555 | ↘10 499 | ↗12 862 | ↘12 722 |
| 2024    |         |         |         |         |         |         |
| ↗12 729 |         |         |         |         |         |         |

Национальный состав
По итогам переписи населения 2020 года проживали следующие национальности (национальности менее 0,1 % и другое, см. в сноске к строке «Другие»):
| Национальность | Численность, чел. | Доля     |
| -------------- | ----------------- | -------- |
| Русские        | 10 698            | 83,18 %  |
| Узбеки         | 47                | 0,37 %   |
| Украинцы       | 45                | 0,35 %   |
| Азербайджанцы  | 33                | 0,26 %   |
| Таджики        | 31                | 0,24 %   |
| Армяне         | 26                | 0,20 %   |
| Татары         | 15                | 0,12 %   |
| Другие         | 1967              | 15,28 %  |
| Итого          | 12 862            | 100,00 % |

## Экономика
Молочный завод, леспромхоз (прекратил деятельность в 2008 году), деревообрабатывающий завод (прекратил деятельность в 2006 году), кирпичный завод. В 2003 году в Шаховской был открыт крупнейший в Европе электроламповый завод, однако в 2006 году он был законсервирован в связи с низкой экономической эффективностью производства.

## Транспорт
Имеется 1 внутрипоселковый и множество пригородных (а также междугородных) маршрутов автобусов:
- 1 (ЛПХ[что?] — ВАВС[что?] — Больница)

- 32 (Шаховская — Волоколамск)
- 33 (Шаховская — Ивашково)
- 34 (Шаховская — Волочаново — Красный Берег)
- 35 (Шаховская — Соколово)
- 36 (Шаховская — Ново-Александровка)
- 41 (Шаховская — Беркуново)
- 44 (Шаховская — Большое Сытьково)
- 45 (Шаховская — Лукошкино)
- 46 (Шаховская — Козлово)
- 49 (Шаховская — Бабинки)
- 50 (Шаховская — Репотино)
- 55 (Шаховская — Ядрово)
- 66 (Лотошино — Шаховская)
- 130 (Шаховская — ст. Княжьи Горы)
- 464 (Шаховская — Москва (м. Тушинская))
- 927 (Шаховская — Тверь)
- 961 (Москва (м. Тушинская) — Ржев)

Также: электропоезда от станции Шаховская до Москвы (8—11 пар в сутки) и Ржева (2—4 пары в сутки).

## Образование
В посёлке работают
- Муниципальные бюджетные общеобразовательные учреждения (МБОУ):
  - «Шаховская гимназия»,
  - «Шаховская СОШ №1»,
  - «Шаховская открытая сменная школа»,
- филиал Красногорского колледжа (бывший оптико-электронный колледж),
- вспомогательная школа (Шаховская специальная (коррекционная) школа-интернат),
- 5 детских садов,
- Шаховская школа искусств.

## Достопримечательности
- Шаховской районный историко-краеведческий музей.
- Мемориал погибшим землякам в Великой Отечественной войне.
- Памятник «Доблестным воинам 20 Армии Западного фронта, защитникам шаховской земли в суровые дни битвы под Москвой 1941—1942 г.» (152-мм пушка-гаубица Д-20 на постаменте на въезде в посёлок).
- Городской парк, открыт в рамках губернаторской программы[значимость факта?] в 2018 году.